# Rio Oiapoque
O rio Oiapoque é um curso d'água que delimita a fronteira entre o estado brasileiro do Amapá e o departamento de ultramar francês da Guiana. O Oiapoque nasce na serra Tumucumaque (ou Tumuc-Humac) e em seu trajeto é também chamado de Oyapock, Iapoco, Iapoc. Desagua no oceano Atlântico após percorrer cerca de 350 km.

## Etimologia
Segundo Von Martius, célebre botânico alemão do século XIX, a palavra Oiapoque vem do tupi Oyapok e significa «[águas] que saltam por diversas partes», teoria que é corroborada pelo historiador João Barbosa Rodrigues, o qual também acredita na interpretação «águas que se arrebentam» ou «rio das corredeiras, encachoeirado».
Tal tese é muito aceita, já que a partir da cidade (distrito) de Clevelândia o rio é repleto de corredeiras.

## História
Entre os séculos XVI e XVIII, foi chamado ainda de «rio de Vicente Pinzón», em homenagem ao explorador espanhol Vicente Yáñez Pinzón, que teria descoberto a sua foz em 1500.